# Tonino Benacquista
Tonino Benacquista es un escritor y guionista francés.

## Biografía
Procedente de una familia de inmigrantes italianos, de Broccostella, nació el 1 de septiembre de 1961 en Choisy-le-Roi, cerca de París.Abandonó sus estudios de cine para ser, sucesivamente, literista de coches-cama, colgador de cuadros, pizzero y parásito mundano de pequeños trabajos que le dejan tiempo para escribir y le sugieren el marco de sus primeras novelas: La maldonnedes sleepings(1989), trois carrés rouges sur fond nor (1990), La <<commedia>> desratés (1991), Les morsures de l'aube (1992). Ha publicado también dos recopilaciones de cuentos, La máchine á broyer les petites filles (1993) y Tout á l'ego (1999) y además escribe guiones para televisión, cómics y textos infantiles. Con Saga (1997) ha conseguido un reconocimiento internacional que lo ha convertido en uno de los grandes valores de la narrativa francesa actual. Como a uno de los personajes de esta novel, a Benacquista le es imposible <<desconectar la máquina de hacer historias>>.
En 2011, publicó su novela Malavita de la que surgió la película The family (2013), dirigida por Luc Besson.

## Obra
- Otro (novela)
- Saga (novela)

- Datos: Q709951
- Multimedia: Tonino Benacquista / Q709951